# Madon
Der Madon ist ein rund 97 km langer Fluss in Frankreich, der in der Region Grand Est verläuft. Er ist ein südlicher und linker Nebenfluss der Mosel.

## Geographie

### Verlauf
Der Madon entspringt nahe der Saônequelle, im Gemeindegebiet von Vioménil, entwässert generell in nördlicher Richtung und mündet nach rund 97 Kilometern bei Pont-Saint-Vincent als linker Nebenfluss in die Mosel. Auf seinem Weg durchquert der Madon die Départements Vosges und Meurthe-et-Moselle. Im Mündungsbereich des Flusses wird die Mosel von einem Schifffahrtskanal begleitet; auf der anderen Flussseite, bei Neuves-Maisons, geht der Canal des Vosges in die kanalisierte Mosel (frz.: Moselle canalisée) über.

### Zuflüsse
Die Zuflüsse des Madon über 10 km sind:
| Name                       | SANDRE-Code | Lage   | Länge (km) | EZG (km²) | Abfluss (m³/s) | Mündung                                     |
| -------------------------- | ----------- | ------ | ---------- | --------- | -------------- | ------------------------------------------- |
| L’Illon                    | A5220300    | rechts | 12,7       | 36,6      | 0,49           | westlich von Begnécourt auf 285 m           |
| Ruisseau l’Eau de la Ville | A5230310    | rechts | 12,1       |           |                | östlich von Bainville-aux-Saules auf 285 m  |
| La Gitte                   | A52-0200    | rechts | 22,2       | 116,3     | 1,72           | bei Velotte-et-Tatignécourt auf 272 m       |
| La Saule                   | A5260360    | links  | 14,0       | 44,0      | 0,42           | nördlich von Hymont auf 270 m               |
| Ruisseau du Val d’Arol     | A5270720    | links  | 13,9       | 46,2      | 0,50           | bei Mirecourt auf 262 m                     |
| Le Colon                   | A5300300    | rechts | 20,3       | 65,0      | 0,72           | südwestlich von Battexey auf 251 m          |
| Ruisseau le Beaulong       | A5310340    | links  | 10,7       |           |                | östlich von Marainville-sur-Madon auf 249 m |
| Le Brénon                  | A54-0200    | links  | 26,3       | 142,3     | 1,31           | nahe Autrey auf 230 m                       |
| Madon                      | A5--0100    |        | 96,9       | 1.032,3   | 11,1           | bei Pont-Saint-Vincent auf 220 m            |